# Bunyaszekszárd
Bunyaszekszárd (románul: Bunea Mică) egy 1984-ben elnéptelenedett és lebontott falu Temes megyében, Romániában.

## Története
A falu első 129, többségében református magyar lakója (54 család) Tolna vármegye tíz különböző településéről érkezett. A szomszédos Bunya külterületén épült falu is a tolnai megyeszékhelyről, Szekszárdról kapta a nevét. 1871-ben felépítették a református templomot. A falu 1875-ben vált önálló Krassó-Szörény vármegyei községgé, akkor a lakosság a kezdethez képest majd a duplájára, 219 főre nőtt. Hamarosan elkészült a református iskolája, amely 1910-ig működött az egyház felügyelete alatt, de nem tudván fenntartani, állami kezelésbe került. 1938-tól másik református templom épült a régi helyett. A faluból a komolyabb mértékű elvándorlás a huszadik század közepén indult meg. 1969-ben bezárt a templom. A legutolsó lakosok 1984-ben hagyták el a falut. Ezután minden épületet lebontottak, beleértve a templomot is, melynek a bontott anyagából Ötvösd katolikus temploma épült fel. A falu temploma helyén emlékmű épült.

## Nevezetes bunyaszekszárdiak
Itt született Árkossy Sándor (1915–2012) középiskolai tanár